# تهویه مطبوع

اجزای یک کولر پنجره‌ای در یک چرخه ترمودینامیکی

تهویه مطبوع یعنی انجام عملیاتی روی هوا تا بتوان شرایط هوای محل مورد نظر را برای زیستن، کار کردن یا عملیات صنعتی معین، راحت و بهداشتی کرد و به حد مطلوب برسانیم. تهویه مطبوع باعث می‌شود شرایط هوا طبق روش خاصی به صورت اتوماتیک ثابت بماند یا تغییر کند.
تهویه مطبوع یا هوارسانی دلپذیر یا هوایش دلپذیر شاخه‌ای از مهندسی مکانیک است. وظیفه آن تأمین شرایطی است که موجب رفاه انسان شود و برای نگهداری محصول یا فرایند خاصی مورد نیاز باشد.
برای انجام چنین عملی دستگاهی با ظرفیت مناسب بایستی نصب و در طی سال کنترل گردد. ظرفیت دستگاه با حداکثر بار لحظه‌ای واقعی تعیین می‌گردد و نوع کنترل نیز با توجه به شرایطی که باید در طی مدت اعمال پیک بار و بار جزئی تأمین شود، مشخص می‌شود.

نگاره یک چرخه خنک‌سازی ۱- مبدل حرارتی ۲-شیر انبساط گرمایی ۳-اواپراتور ۴-کمپرسور

تخمین بار ممکن است گاهی به روش دقیق و گاهی نیز با روش‌های سرانگشتی انجام گیرد. دقت در تخمین بار یکی از عوامل بهینه‌سازی مصرف انرژی است. تهویه مطبوع معمولاً شامل: سرمایش، گرمایش، رطوبت زنی و رطوبت زدائی و تصفیه هوا می‌باشد.

## انواع سیستم‌های تهویه مطبوع
تهویه مطبوع به سیستمی گفته می‌شود که بتواند سه فاکتور، رطوبت ،دما و سرعت جریان هوا را کنترل کند. به صورت کلی تمام سیستم‌های تهویه مطبوع بر یک اصل استوارند که گرما و سرما را به محل مورد نظر منتقل می‌کنند.بر اساس نوع سیال می‌توان سیستم‌های تهویه مطبوع را به سه دسته:
1. سیستم تهویه مطبوع تمام هوا
2. سیستم‌های آب و هوا – آب
3. سیستم تهویه مطبوع تمام آب تقسیم کرد.

### سیستم‌های هوا–آب
این سیستم‌ها مزیت‌ها و معایب هر دو سیستم قبل را خواهند داشت. در این سیستم، آب گرم یا آب سرد تهیه شده در دستگاه‌هایی که دور از فضای مورد تهویه قرار دارند، به داخل مبدل حرارتی اتاق ارسال گردیده بخش اعظم بار حرارتی اتاق را جبران می‌کنند. از طرف دیگر مقداری هوای گرم یا سرد که آن نیز در یک دستگاه هواساز مرکزی تهیه شده، به اتاق فرستاده می‌شود که وظیفه تأمین تنها اندکی از بار حرارتی اتاق را بر دوش دارد ولی در عوض نیاز اتاق را به هوای تازه برآورده می‌کند.

### سیستم تهویه مطبوع تمام آب
این سیستم‌ها نمی‌توانند میزان رطوبت هوا را تغییر دهند اما به لحاظ حجم کم تأسیسات و همچنین هزینه کم راه‌اندازی و نگهداری بر سایر سیستم‌ها مزیت دارد.
در این سیستم سیال ناقل حرارت و برودت آب می‌باشد. آب در موتور خانه در دستگاه‌های حرارتی مانند دیگ بخار یا دیگ آبگرم، گرم می‌شوند و برای گرمایش ساختمان در فصول سرد مورد استفاده قرار می‌گیرد. برای فصول گرم مثل تابستان در موتورخانه از چیلر یا آبسرد کن برای تهیه آب سرد استفاده می‌شود و برای سرمایش ساختمان از این آب سرد استفاده می‌گردد.
آبگرم و آبسرد تهیه شده به داخل کویل‌های مبدل حرارتی اتاق‌ها (مثل فن کویل) ارسال می‌شود. بادبزن یا فن متعلق به این دستگاه هوا را از روی کویل عبور داده و باعث گرمایش یا سرمایش اتاق‌های داخلی ساختمان می‌گردد.

### سیستم تهویه مطبوع تمام هوا
تنها سیستمی که می‌تواند یک سیستم تهویه مطبوع کامل را فراهم کند. مهم‌ترین ایراد این سیستم‌ها حجم زیاد تجهیزات و کانال‌های انتقال هوا هست.
در این سیستم نیز در موتور خانه دستگاه‌های تهیه آبسرد (چیلر) و آبگرم (دیگ آبگرم) با تجهیزات مربوط فعالیت می‌کنند و برای تهیه و ارسال هوای گرم یا سرد از دستگاه‌هایی به نام هواساز مرکزی (a.h.u) استفاده می‌شود. دستگاه هواساز دور از موتورخانه و در محلی نزدیکتر به فضای تهویه شونده در اتاقکی نصب می‌شود. سیال ناقل حرارت و برودت به داخل کویل دستگاه هواساز پمپ می‌شود و هوایی که توسط فن با سرعت از روی این کویل عبور می‌کند سرد یا گرم شده و بوسیله کانال‌های هوای سقفی بداخل فضاهای تهویه شونده توزیع می‌شود. توضیح اینکه هوای عبوری از روی کویل تصفیه فیزیکی شده و رطوبت زنی یا رطوبت‌گیری می‌شود و بعد به داخل فضاها ارسال می‌شود.

### سیستم هوا شوی
نحوه عملکرد دستگاه ایرواشر بدین صورت است که آب شهری را توسط یک پمپ به سیستم لوله‌کشی و توزیع آب دستگاه ایرواشر منتقل می‌کنند و سپس توسط نازلهای تعبیه شده در سیستم ایرواشر، آب با فشار بالا و به صورت پودر بر روی تشتک انتهایی دستگاه و در مسیر عبور هوا، پاشیده می‌شود. این عمل به افزایش انتقال حرارت بین آب و هوا کمک کرده و باعث می‌شود به کمک فن سانتریفوژی که در جلوی ایرواشر قرار دارد هوای خنک و مرطوب به وسیله ایرواشر ایجاد شود. یکی از مزایای این دستگاه تصفیه و شسته شدن هوا توسط آب می‌باشد که در واقع ذرات پودری آب پس از برخورد با هوا می‌توانند ذرات گرد و غبار موجود در هوا را ته‌نشین کنند. لازم است ذکر شود که در حالت گرمایش این سیستم‌ها می‌توان آب گرم بویلر یا پکیج را به دستگاه رساند و از گرمایش آن نیز استفاده کرد.

## اجزا سیستم تهویه مطبوع
در این مرحله خلاصه‌ای از اجزای بکار رفته در سیستم‌های تهویه معرفی می‌شوند. این اجزا در انواع سیستم‌های تهویه به گونه‌ای به کار رفته‌اند.

### 1- منابع حرارت
منابع حرارت معمولاً با مصرف سوخت یا الکتریسیته حرارت تولید می‌کنند که بر اساس نوع سیالی که گرم می‌شود با نام‌های دیگ (منابع حرارتی که سیال مایع را گرم می‌کنند) و کوره (منابع حرارتی که سیال گاز را گرم می‌کنند) شناخته می‌شوند.

### 2- منابع برودت
در همه سیستم‌های مکانیکی ایجاد سرمایش تنها از طریق برودت تبخیری امکانپذیر است و هرچه سرعت تبخیر یک ماده بیشتر باشد میزان سرمایش ایجاد شده توسط آن نیز بیشتر خواهد بود. منابع برودت در سیستم‌های معمول گرمایش و سرمایش به نام چیلر شناخته می‌شوند و به دو نوع چیلر تراکمی و چیلر جذبی تقسیم می‌شوند. در هر دو نوع سرمایش در اثر بخار شدن ماده‌ای به نام ماده مبرد که معمولاً گازی شکل است ایجاد می‌گردد. چیلرهای تراکمی خود بر اساس نوع کندانسور،  دو نوع هواخنک و آب خنک دارند.

### 3- مخزن انبساط
این قسمت فقط در سیستم‌های تمام آب وجود دارند. در سیستم‌های تمام آب چون مدار حرکت سیال بسته می‌باشد با تغییر دمای سیال موجود در سیستم و تغییر حجم آن به اتصالات سیستم و کل مدار فشار وارد شده و ممکن است باعث ایجاد اشکال در سیستم شود. منبع انبساط قطعه‌ای است که وظیفه کنترل تغییر حجم سیال را به عهده دارد. فقط یک نمونه از منبع انبساط مدل دیاگرامی در دنیا موجود است.

### 4- پمپ‌ها
این دستگاه‌ها وظیفه به حرکت درآوردن سیال را به عهده دارند. پمپ‌هایی که سیال مایع را به حرکت درمی‌آورند معمولاً از نوع پمپ‌های حلزونی هستند و پمپ‌هایی که سیال گاز را به حرکت درمی‌آورند، فن یا بادزن نامیده می‌شوند و در دو نوع جریان محوری و جریان عمودی بکار می‌روند.

##### 5- دستگاه‌هایرطوبت زن
دستگاه‌هایی هستند که برای افزایش رطوبت محیط از آن‌ها استفاده می‌شود. این دستگاه با سیستم‌های مختلف و متفاوتی کار می‌کنند؛ که برخی از آن‌ها عبارتند از:
1. تشتکی
2. فراصوت
3. دیسکی
4. بستر متخلخل
5. بستر صلب
6. پاششی

### 6- دستگاه‌های رطوبت گیر
این دستگاه‌ها به صورت معمول با استفاده از پدیده فیزیکی تعرق رطوبت هوا را از بین می‌برد. بدین معنی که با سرد کردن هوا دمای آن به پایین‌تر از نقطه شبنم می‌رسد و رطوبت هوا به صورت قطرات ریز آب از هوا خارج می‌شوند. این دستگاه‌ها در حالت عادی بوسیله یک منبع برودت یک کویل را سرد کرده (کویل سرمایش ایجاد می‌کند) و با عبور هوا از روی کویل رطوبت آن گرفته می‌شود.

### 7- کویل‌ها
کویل‌ها در واقع محلهای تبادل حرارت در سیستم‌های سرمایش گرمایش هستند. کویل‌ها را بر اساس عملکرد می‌توان به دو نوع سرمایشی گرمایشی تقسیم کرد. همین‌طور کویل‌ها را بر اساس سیال به سه دسته زیر تقسیم می‌کنند:
1. هوا به هوا
2. آب به هوا یا بالعکس
3. آب به آب

بیشترین کاربرد کویل در سیستم برقی ماشین‌های اشتعال جرقه‌ای است. همچنین در دستگاههای هواساز یا هوارسان از کویل های آب سرد و گرم جهت تغییر دمای هوای خروجی از هواساز استفاده می شود. این کویلها معمولا از جنس لوله های مسی و پره های آلومینیومی هستند.

### 8- فن و هواکش‌ها
هواکش‌ها نیز به عنوان یکی از اجزا دستگاه‌های تهویه مطبوع نقش مهمی در آن‌ها داشته و به نوعی قلب تپنده این دستگاه‌ها به‌شمار می‌روند. اصولاً وظیفه جابجایی هوای گرم یا سرد عبوری از کویل‌های یا هوای تمیز شده توسط فیلترها در دستگاه‌های تهویه مطبوع به عهده هواکش‌ها است. هواکش‌های به کار رفته در دستگاه‌های تهویه مطبوع از دو نوع هواکش‌های گریز از مرکز یا هواکش‌های جریان محوری است.

## هواکش های صنعتی
هواکش صنعتی یکی از ابزارهای حیاتی در محیط های صنعتی و بزرگ می باشد که نقش بسیار مهمی در بهبود کیفیت هوا و حفظ سلامتی کارکنان دارد، هواکش صنعتی، هوا را در حجم زیاد و با قدرت بالا انتقال می دهد.

### نحوه جریان هوا در هواکش صنعتی
نحوه جریان هوا در هواکش صنعتی بر اساس چرخش تیغه‌ها صورت می‌گیرد. این چرخش باعث افزایش سرعت و فشار استاتیک هوا می‌شود.

### اجزای تشکیل ‌دهنده هواکش صنعتی
اجزای تشکیل دهنده هواکش صنعتی برگرفته از: موتور، پروانه، بدنه و فریم می باشد.

#### 1. موتور هواکش صنعتی
موتور هواکش صنعتی به عنوان قلب اصلی هواکش، از اهمیت ویژه‌ای برخوردار است. این موتور برای ایجاد جریان هوا و ایجاد فشار استاتیک در سیستم استفاده می‌شود. برای انتخاب موتور مناسب برای هواکش، باید به فشار مورد نیاز، حجم هوای مورد نیاز و اندازه سیستم توجه کرد. موتور هواکش صنعتی باید با کیفیت و قدرت کافی برای اجرای پروژه مورد نظر انتخاب شود.

#### 2. پروانه هواکش صنعتی
پروانه هواکش صنعتی نقش اساسی در جابجایی هوا و ایجاد فشار در سیستم دارد. انتخاب پروانه مناسب برای هواکش بسیار مهم است زیرا این عامل بر توانایی انتقال هوا و کارایی سیستم تاثیر می‌گذارد. پروانه‌های با طراحی مناسب و بهینه می‌توانند به بهبود عملکرد هواکش کمک کنند.

#### 3. بدنه و فریم هواکش صنعتی
بدنه و فریم هواکش صنعتی نقش مهمی در استحکام و پایداری این تجهیزات دارند. این اجزا باید از جنسی با کیفیت و مقاوم ساخته شده باشد تا از زنگ زدگی جلوگیری شود و عمر مفید آن بلند باشد. همچنین، برای افزایش عمر مفید هواکش، نگهداری و تعمیرات دوره ‌ای بر روی بدنه و فریم ضروری است تا از خرابی‌های ناشی از فرسایش جلوگیری شود.

### هواکش صنعتی در چه مکان هایی استفاده میشود؟
همانطور که قبلا اشاره کردیم هواکش صنعتی برای جا به جایی هوا و گاز ها مورد استفاده قرار می گیرد. استفاده از این هواکش برای کارخانه جات و صنایع امروزی بسیار مهم است. از هواکش های صنعتی در بسیاری از سالن های ورزشی که بوی نامطبوع و گرما زیادی آن جا را اشغال کرده است مورد استفاده قرار می گیرد. وجود هواکش های صنعتی در برخی کارخانه ها که از گرمای بشدت بالایی برخوردار است استفاده می شود و عدم استفاده از این دستگاه سبب خرابی دستگاه های چند صد میلیونی و سپس تعطیلی و برشکستگی کارخانه خواهد شد پس داشتن هواکش های صنعتی فوق العاده حیاتی و مهم است.
- کارخانه‌ها
- کارگاه‌ها
- صنایع کوچک، متوسط و بزرگ
- استخرها
- استخر
- گلخانه
- مراکز آب درمانی
- ورزشگاه‌ها
- رستوران
- مراکز پخت غذا

## هدف از تهویه مطبوع
تهویه مطبوع از طرق مختلف این شرایط را در محیط‌های مسکونی، صنعتی، تجاری، پزشکی، اداری و بدون در نظر گرفتن شرایط آب و هوایی برای انسان فراهم می‌کند که عبارتند از:
1. کنترل دمای محیط بوسیلهٔ سرمایش و گرمایش دهی
2. کنترل رطوبت بوسیلهٔ خشک کردن و رطوبت دهی
3. کنترل سرعت وزش هوا و تصفیهٔ هوا
4. به‌وجود آوردن هوای پاک و سالم
5. ضد عفونی و ایزوله کردن هوا در محیط‌های پزشکی و بیمارستان‌ها.

همچنین تهویهٔ مطبوع نقش مهمی در آسمان خراش‌های بزرگ و محیط‌های دریایی مانند آکواریوم‌ها که ایمنی و سلامت محیطیشان وابسته به تغییرات دما و رطوبت است ایفا می‌کند.
در اصل طراحی سیستم‌های HVAC از یکی از زیر گروهای اصلی مهندسی مکانیک و بر اساس اصول ترمودینامیک، مکانیک شاره هاو انتقال گرما به‌وجود آمده‌است.

## مزیت تهویه مطبوع

### سلامتی
در هوای گرم، تهویه مطبوع می‌تواند از گرمازدگی، از دست دادن بیش از حد آب بدن در اثر تعریق زیاد و سایر مشکلات مربوط به هایپرترمی جلوگیری کند. امواج گرما کشنده‌ترین نوع پدیده هوا در همه جای جهان است. از تهویه مطبوع (شامل فیلتراسیون، مرطوب سازی، خنک سازی و ضد عفونی کردن) می‌توان برای ایجاد یک فضای تمیز، ایمن و ضد آلرژی در اتاق عمل بیمارستان و سایر محیط‌هایی که نیازمندی به تهویه‌های مداوم احساس می‌شود، استفاده کرد. در بعضی موارد برای افرادی که بیماری آلرژی دارند و بیماری آن‌ها بسیار جدی است توصیه می‌شود که از سیستم‌های تهویه هوا استفاده کنند.

### مزیت اقتصادی
تهویه مطبوع باعث تغییرات مختلفی در جمعیت‌شناسی شد، به ویژه تغییر وضعیت ایالات متحده آمریکا از دهه ۱۹۷۰میلادی به بعد میزان رشد جمعیت با معرفی تهویه هوای مطبوع افزایش یافت به طوری که والدین در فصول سرد سال سعی می‌کردند فرزند دار نشوند به دلیل بیماری‌هایی که ناشی از سرمای بیش از حد و رطوبت هوا بود. اما پس از ورود تهویه‌های هوا شاهد رشد جمعیت در ایالت متحده آمریکا در همان سال بودیم.
میزان مرگ و میر با ورود تهویه‌های هوا تحت تأثیر قرار گرفت، به ویژه در طول تابستان و در مناطق با گرمای بسیار طاقت فرسا در این مناطق تا ۲٪ شاهد کاهش مرگ و میر نسبت به دهه ۱۹۳۰ میلادی تا ۱۹۹۰میلادی بودیم.

### افزایش تولیدات ناخالص
این اختراع که ابتدا برای صنایع تولیدی مانند مطبوعات و همچنین کارخانه‌های بزرگ طراحی شده بود، به سرعت به ادارات دولتی هم رسید. در حقیقت، مطالعات منتشر شده بر روی این موضوع نشان دهند افزایش بهره‌وری نزدیک به ۲۴٪ را در مکانهای مجهز به تهویه مطبوع نشان می‌دهد.